# Codex Bodley
Pour les articles homonymes, voir Bodley.

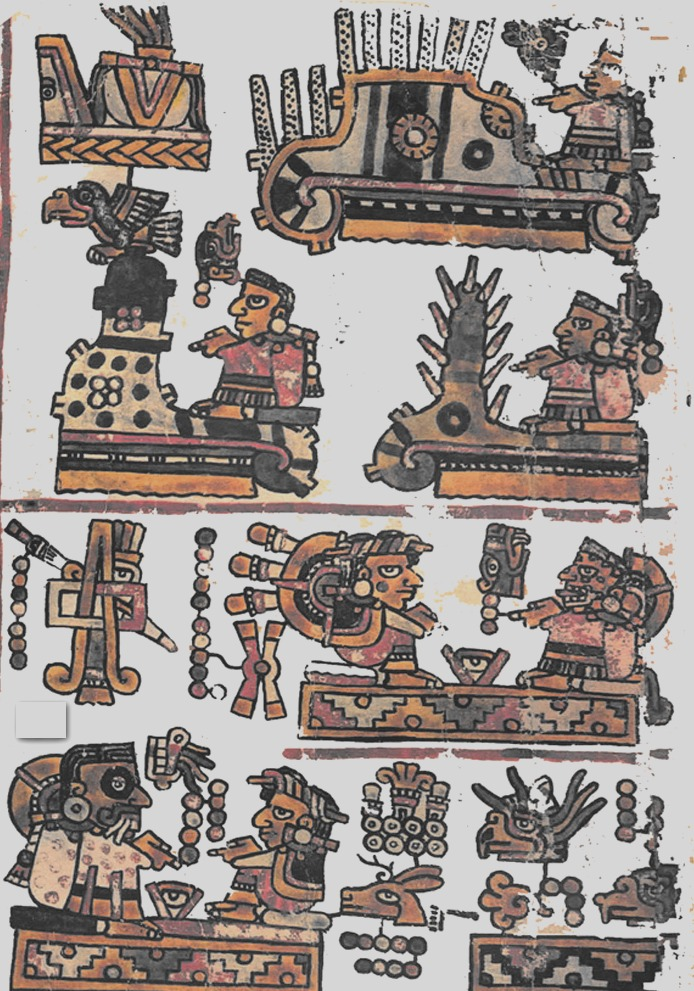
Page 21 du codex Bodley.

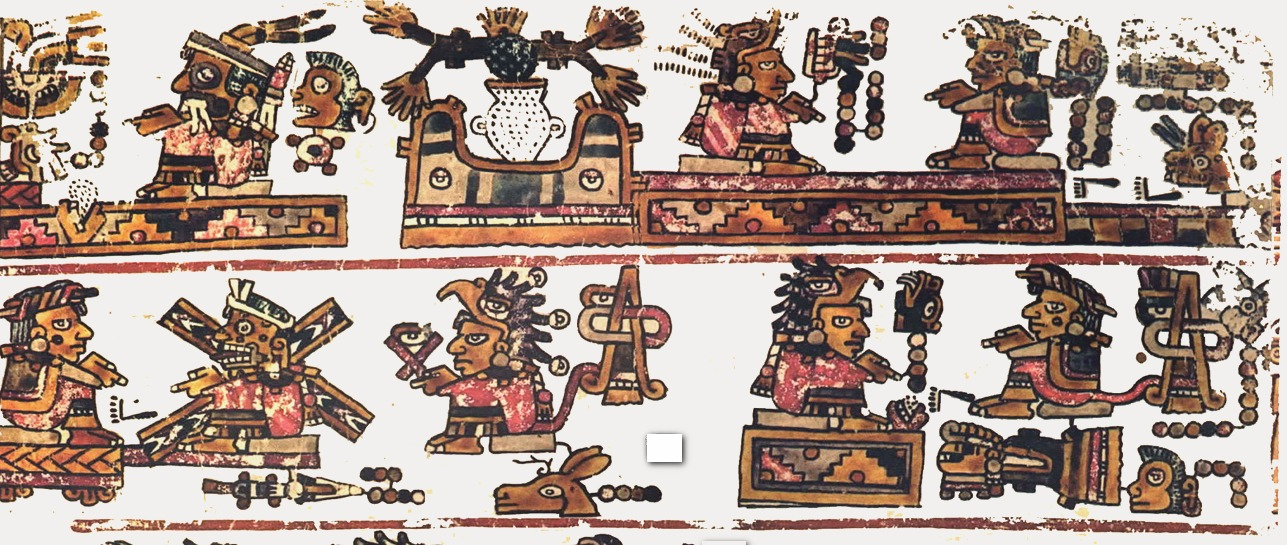
Page 19 du codex Bodley.

Le codex Bodley est un Codex mésoaméricain. Ce codex mixtèque est un des rares codex préhispaniques qui a survécu à la conquête du Mexique. Il semble avoir été réalisé entre 1519 et 1521 à Tilantongo, dans la Mixteca.

## Histoire
Son histoire nous est inconnue jusqu'en 1605, où il apparaît dans le catalogue de la collection de sir Thomas Bodley, probablement à la suite de son acquisition en 1604 par le libraire John Bill qui travaillait pour lui ; il a ensuite été transféré à la bibliothèque Bodléienne de l'université d'Oxford, après la mort, en 1613, du collectionneur anglais qui a donné son nom à ce codex.